# Катастрофа Ан-24 в Минске
Катастрофа Ан-24 в Минске — авиационная катастрофа, произошедшая в понедельник 15 января 1979 года в городской черте Минска. Авиалайнер Ан-24Б Днепропетровского ОАО авиакомпании «Аэрофлот» выполнял плановый пассажирский рейс SU-7502 по маршруту Таллин — Минск — Днепропетровск, но при заходе на посадку в Минском аэропорту Минск-1 лайнер резко перешёл в снижение. Вскоре лайнер врезался в поле между деревнями Медвежино и Барановщина в Фрунзенском районе Минска и полностью разрушился. Погибли 13 человек на борту из 14 — 9 пассажиров и 5 членов экипажа, выжил 1, получив ранения.

## Самолёт
Ан-24Б с бортовым номером CCCP-46807 (заводской — 57302109) был выпущен заводом Антонова 30 ноября 1965 года и 2 декабря передан Министерству гражданской авиации СССР. В 1968 году 10 самолётов Ан-24, включая борт 46807, были переделаны в модель Ан-24Б. Всего на момент катастрофы авиалайнер имел в общей сложности 23 844 часа налёта и 17 627 посадок. Примечательно, что данный самолёт снимался в фильме «Абитуриентка» 1973 года.

## Экипаж
Ан-24 пилотировал экипаж из 327-го лётного отряда и имел следующий состав из 5 человек:
- Командир воздушного судна (КВС) Василий Антонович Горяной;
- Второй пилот — Григорий Иванович Ляхович;
- Штурман — Владимир Николаевич Авраменко;
- Бортмеханик — Владимир Владиславович Федоренко;
- Стюардесса — Лидия Михайловна Цекало.

## Катастрофа
15 января 1979 года в 10:14 местного времени (11:14 МСК) рейс 7502 в 9 пассажирами и 5 членами экипажа вылетел из Таллинского аэропорта, а рейс выполнял Ан-24Б борт СССР-46807, летящий из  Таллина в Днепропетровск с промежуточной остановкой в Минске, после набора высоты занял эшелон полёта 4500 метров.
Согласно полученному экипажем перед вылетом прогнозу, в Минске ожидалась сплошная облачность с нижней границей 100—200 метров и верхней 1000—1500 метров, слабый снег, дымка, видимость 1000—2000 метров, умеренная болтанка, в облаках обледенение, ветер юго-восточный (120—140°) 9—12 м/с. В 12:42 МСК экипаж перешёл на связь с диспетчером Минского РЦ (Районного центра - "Минск-Контроль") а в 12:49 после получения указания начал снижаться до высоты 3000 метров, предварительно включив противообледенительную систему (ПОС). В 12:54 экипаж связался уже с диспетчером подхода и тот разрешил снижаться сперва до высоты 2100 метров, а затем до 1200 метров. Заняв в 12:58 высоту 1200 метров и находясь в 31 километре от Минского аэропорта, экипаж перешёл на связь с диспетчером круга.
В 12:59 экипаж выставил на высотомерах давление аэродрома и, летя в облаках, начал снижаться до высоты круга — 400 метров. В это время над Минском небо было затянуто облаками с нижней границей 150 метров, дымка, в облаках слабое обледенение, видимость 2500 метров, ветер восточный 6—9 м/с. То есть прогноз погоды оправдался, хотя диспетчер круга не стал передавать экипажу фактическую погоду. Когда расстояние до аэропорта составляло 19 километров, экипаж перешёл на связь с диспетчером посадки.
В 13:03 экипаж выполнил контрольную карту перед посадкой, а затем командир после доклада об отсутствии льда на крыле справа и слева вышел на связь с диспетчером и доложил: «Вошел в глиссаду, шасси выпустил, к посадке готов». Тогда диспетчер разрешил посадку по магнитному курсу 120° и сообщил, что они находятся в 9 километрах. В 13:04 после запроса экипажа диспетчер передал их местонахождение: удаление 7 километров, левее 50 метров, ниже глиссады 40 метров. Однако экипаж получение информации не подтвердил и на запросы уже не отвечал.
Около 13:05 Ан-24 со скоростью 130—140 км/ч и с вертикальной скоростью снижения 15 м/с с небольшим углом тангажа и правым креном 10—15° упал между деревень Малое Медвежино и Барановщина на заснеженные глиняные карьеры глубиной 10—15 метров, покрытые кустарником высотой 2—3 метра. Самолёт протащило по земле всего 14 метров, после чего он остановился в 5280 метрах от торца ВПП и в 200 метрах левее её оси (близ нынешнего пересечения улиц Тимошенко и Одинцова). Авиалайнер полностью разрушился, разброс обломков составил 30 метров, но пожара при этом не возникло.
Прибывшие аварийные службы обнаружили на месте катастрофы трёх тяжелораненых: двух взрослых пассажиров и одну маленькую девочку 1976 года рождения. Позже в больницах оба взрослых пассажира умерли от полученных ран. Всего в катастрофе погибли 13 человек: 5 членов экипажа и 8 пассажиров. 3-летняя Вика Бендеберя была единственной выжившей из находившихся на борту.

## Причины катастрофы
При изучении обломков на передних кромках крыла, стабилизатора и киля следователи обнаружили лёд шириной 20—40 миллиметров и толщиной 1—2 миллиметра. Согласно заключению комиссии, экипаж при заходе на посадку раньше времени выключил ПОС, хотя находился ещё в облаках. В результате крыло и хвостовое оперение начали покрываться льдом, что ухудшило продольную устойчивость самолёта. В 7 километрах от ВПП, когда самолёт летел со скоростью 220 км/ч на высоте 300 метров и с выпущенными в посадочное положение (38°) закрылками, экипаж, после получения информации от диспетчера о боковом уклонении и следовании ниже глиссады, увеличил режим работы двигателей до 63° по УПРТ. После этого на стабилизаторе произошёл срыв потока, поэтому экипаж, действуя по РЛЭ, убрал закрылки до 10° и уменьшил режим работы двигателей до малого газа. Летя далее в облаках, экипаж не стал уходить на второй круг. За 18 секунд до катастрофы Ан-24 вышел на критические углы атаки, при этом сильно снизилась его поступательная скорость. Из данной аварийной ситуации самолёт вывести уже было невозможно.

Главная причина авиационного происшествия — частичная потеря продольной устойчивости самолёта в посадочной конфигурации с закрылками, выпущенными на 38°, с обледеневшим вследствие преждевременного выключения ПОС стабилизатором.
Сопутствующие факторы
- Лётных испытаний по определению характеристик продольной устойчивости и управляемости со льдом на носке стабилизатора (клевки с пикированием самолёта) не проводилось.
- На самолёте Ан-24 наличие обледенения на стабилизаторе неблагоприятно влияет на характеристики продольной устойчивости.
- В РЛЭ отсутствуют чёткие рекомендации по выводу самолёта из предклевкового состояния в нормальный режим полёта.
- В РЛЭ не указан порядок действий по разгону скорости при уборке закрылков и уходу на второй круг, если самолёт не перешёл или удержан от «клевка».
- Выполнение рекомендаций п. 4.17.5 РЛЭ в этом случае выводит самолет на близкие к критическим углы атаки.
- На действующих тренажерах самолёта Ан-24 невозможно имитировать признаки «клевка» и проводить тренировки экипажей по выводу самолёта в нормальный режим полета.

— 